# San Pablo Macuiltianguis
San Pablo Macuiltianguis (del Náhuatl:  ‘Ta'Gayu -Cinco Plazas o mercado’‘Cinco plazas o mercados’) es una localidad del estado de mexicano de Oaxaca. Tiene como prenombre San Pablo en honor al Apóstol San Pablo y se le celebra el día 25 de enero.

## Historia
Se desconoce la fecha exacta de su fundación, pero según las personas de mayor edad de la comunidad dicen que se fundó entre los años 1450 y 1500. Se sabe también que la comunidad era descendiente de Teococuilco de Marcos Pérez.

## Localización
La población se localiza en la sierra norte de Oaxaca, perteneciente al distrito de Ixtlán de Juárez. Se localiza en las coordenadas 17°32’ de latitud norte y 96°33’de longitud oeste y se encuentra a 2100 m s. n. m.
Colinda al norte con la comunidad de Santiago Comaltepec; al sur con San Juan Luvina y Abejones; al este con Ixtlán de Juárez y San Juan Atepec y al oeste con San Juan Quiotepec.
La historia de Macuiltianguis se remonta a la era prehispánica, prueba de ello son las pinturas rupestres que existen, tumbas prehispánicas, vasijas y figuras de barro.
Fue conquistada por españoles aproximadamente entre los años 1521 y 1522, y en 1526 fue otorgado en encomienda a Cristóbal de Salas y a los descendientes de este.
Fue sometido por el imperio azteca durante el reinado de Moctezuma II 
Recientemente existen testimonios en la Revolución Ixtepecana y en la Revolución Mexicana, en la guerra entre los yaquis en Sonora
Actualmente es una comunidad que alcanza un desarrollo importante en la educación, religiosa.

## Localidad
El pueblo cuenta con aproximadamente 371 habitantes de la cual la mayor parte de ellas en especial la gente mayor habla la lengua zapoteca       
Macuiltianguis está compuesto por cinco barrios: 
- Barrio latzi o barrio del llano
- Barrio Raa o barrio de arriba
- Barrio Ruilla o barrio grande
- Barrio Ree o barrio de abajo
- Barrio Yoo o barrio del otro lado del río

### Servicios públicos y vivienda
La mayoría de las viviendas de la población están hechas de adobe y techos de lámina de dos aguas. También cuenta con los servicios de.
- Suministro de agua potable
- Alumbrado público
- Drenaje
- Transporte público urbano
- Bliblioteca pública
- Recolección de basura

## Cultura

### Festividades
Macuiltianguis es una comunidad con tradiciones y costumbres que se ven reflejadas en cada una de sus festividades que se realizan a lo largo del año.
- Fiesta patronal en honor a San Pablo Apóstol

El día mayor se lleva a cabo el día 25 de enero. Se lleva a cabo con actos religiosos y  en especial deportivos como son el fútbol rápido, atletismo, carreras de caballos, el jaripeo ranchero y el basquetbol. También se organiza una calenda floral en la cual los niños y las jóvenes de la comunidad recorren con bailes las principales calles del pueblo acompañados de una banda musical de viento y posteriormente se realiza la quema del tradicional castillo pirotécnico.